# Alex DeJohn
Alex DeJohn, né le 10 mai 1991 à Marlboro aux États-Unis, est un joueur américain de soccer. Il évolue au poste de défenseur central.

## Biographie

### Premières expériences en Scandinavie
Avec le club de l'IK Start, il joue 41 matchs en première division norvégienne, inscrivant un but.

## Palmarès
Dalkurd FF
- Vice-champion du championnat de Suède de deuxième division en 2017